# Marcus Lantz
Marcus Christian Lantz, född 23 oktober 1975 i Bromölla, är en svensk före detta fotbollsspelare och sedermera tränare. 
Den 7 juli 2013 tog han över huvudansvaret för Örgryte IS A-lag efter Hans Prytz. Han tränade ÖIS fram till den 24 augusti 2017 då han blev avsatt från uppdraget. Hans moderklubb är Näsums IF. Lantz har tidigare varit proffs i Italien, Tyskland och Danmark. År 1999 vann han SM-guld med Helsingborgs IF. Han har även spelat sex A-landskamper för Sverige. Lantz var lagkapten i Helsingborg säsongen 2010.

## Biografi
Marcus Lantz kom fram som talang i Ifö/Bromölla och värvades till Helsingborgs IF. Lantz var med i det lag som tog klubbens första SM-guld på 57 år när man åter vann  allsvenskan 1999. Han gick därpå tillsammans med Erik Edman till Torino. Väl i Torino FC misslyckades Lantz och spelade bara två matcher. Han värvades därpå till FC Hansa Rostock där han under flera år tillhörde lagets mest uppskattade spelare. Under åren i Rostock spelade han med flera andra svenskar som Peter Wibrån, Magnus Arvidsson och Andreas Jakobsson. Trots att han gjorde starka insatser i Bundesliga fick han inte chansen i landslaget. 
2005 bestämde sig Lantz för att lämna Rostock för spel i Brøndby. Under sin andra säsong skadades Lantz och var under lång tid borta från spel. 2007 återvände han till Helsingborgs IF där han fick en ledande roll som mittfältare. Hans insatser gjorde att han 2010 även gjorde comeback i landslaget efter många års frånvaro.
Lantz bestämde sig 24 november 2010 för att inte förlänga sitt kontrakt med Helsingborgs IF då han och klubben inte kom överens om villkoren för en förlängning. Den 26 januari 2011 skrev han på för Landskrona BoIS.
2010 blev han utsedd till årets HIF:are.
2013 blev Lantz huvudtränare för Örgryte IS. I augusti 2017 fick han sparken som tränare för Örgryte IS efter att klubben haft flera dåliga resultat i Superettan samt efter förlust i Svenska Cupen mot Tvååker IF som spelade i Division 2. Efter att ha fått sparken från Öis följde en kontraktsstrid. 2018 tog Lantz över tränarjobbet för Kopparbergs/Göteborg FC. Den 31 oktober 2019 lämnade han klubben.
Den 10 december 2019 blev det klart att Lantz blir ny huvudtränare för Mjällby AIF. Den 12 november 2020 lämnade han Mjällby efter att båda parterna var överens om att inte förlänga kontraktet.
Den 7 oktober 2021 meddelade Örebro SK att Lantz tar över som huvudtränare efter att portugisen Vitor Gazimba entledigas från sitt uppdrag efter endast två segrar på 14 matcher. Lantz kontrakt sträcker sig över säsongen 2021. Han lämnade därefter klubben i samband med att kontraktet gick ut.
2022 blev Lantz huvudtränare för IFK Göteborg U17. 2023 blev han del av ledarstaben för IFK Göteborg U19. 20 december meddelade IFK Göteborg att  Lantz tar över deras samarbetsklubb Västra Frölunda IF som huvudtränare inför säsongen 2024.
Sommaren 2024 lämnade Lantz Västra Frölunda IF och blev istället en del av ledarstaben för IFK Göteborgs damlag. 2025 skrev han på ett treårskontrakt som huvudtränare för IFK Göteborgs damlag.

## Meriter
- Svensk cupvinnare 1998 och 2010 med Helsingborgs IF
- SM-guld 1999 med Helsingborgs IF

### Webbkällor
- Marcus Lantz på Svenska Fotbollförbundets webbplats
- Landslagsstatistik på svenskfotboll.se